# 清华大学三院

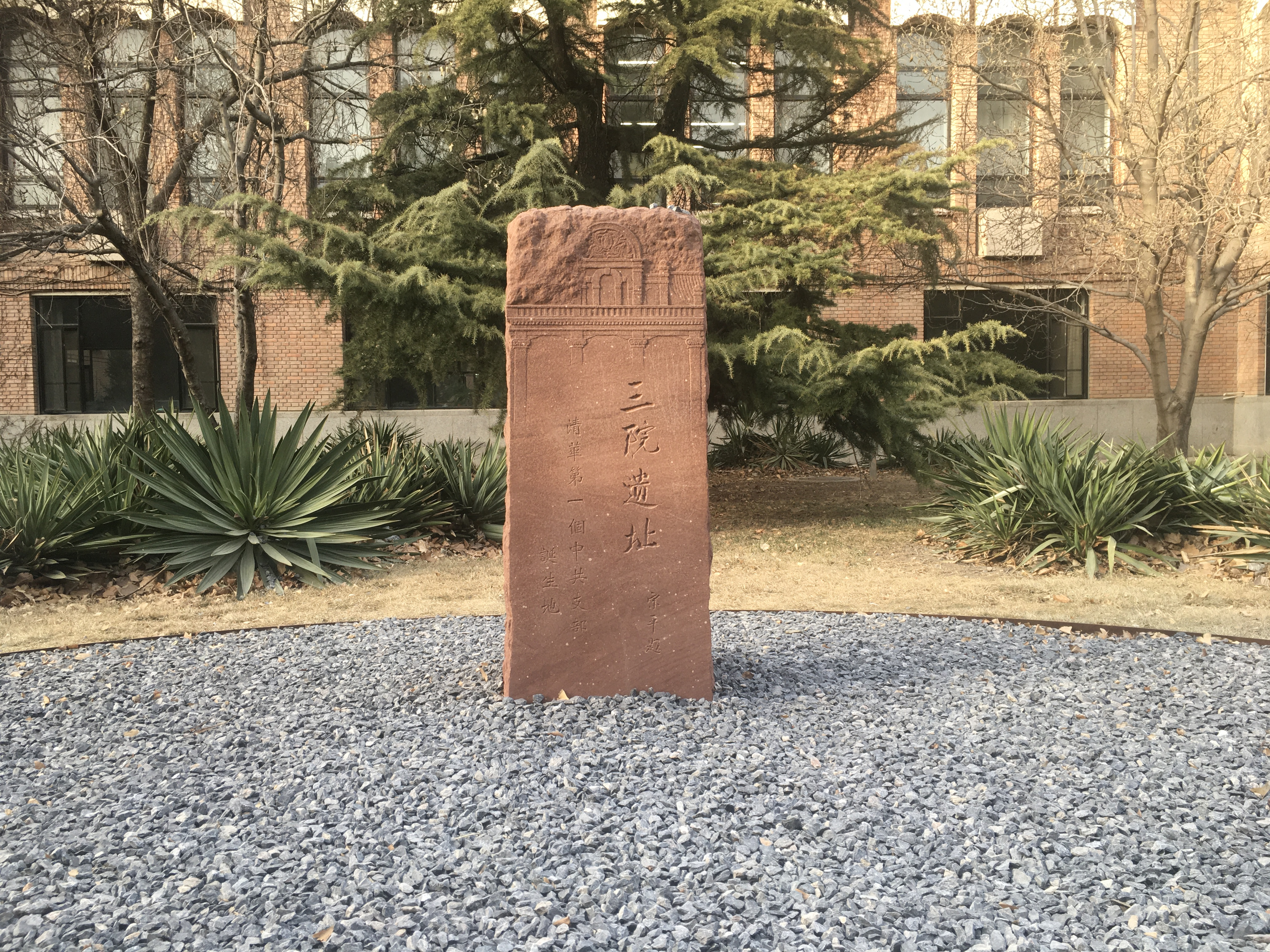
三院遺址，宋平題寫

清华大学三院是清華大學已拆除的早期建築物，建於1909年至1911年間，與清華學堂、同方部、二院同期。初建時為中等科的教室（當時稱為講堂）、宿舍和活動場所。

## 歷史
三院建成於1912年，位于大礼堂以北、图书馆以西，总面积5117平方公尺，共有四排。第一排为教室，第二、三排为学生宿舍，第四排为食堂和厨房。三院为中等科男学生的主要活动场所，所以也叫“中等科”。1925年清華改辦大學部之後，三院成為文艺活动的场所。
1926年11月，清华第一个中國共產黨黨支部在三院教室诞生。抗战期间，三院第二至四排遭日軍破坏。清华复员以后，拆除三院的后几排建筑，但保留第一排经修缮后留作纪念。1980年代為了新建新图书馆逸夫馆，三院第一排建筑也予以拆除。

## 三院遗址纪念物

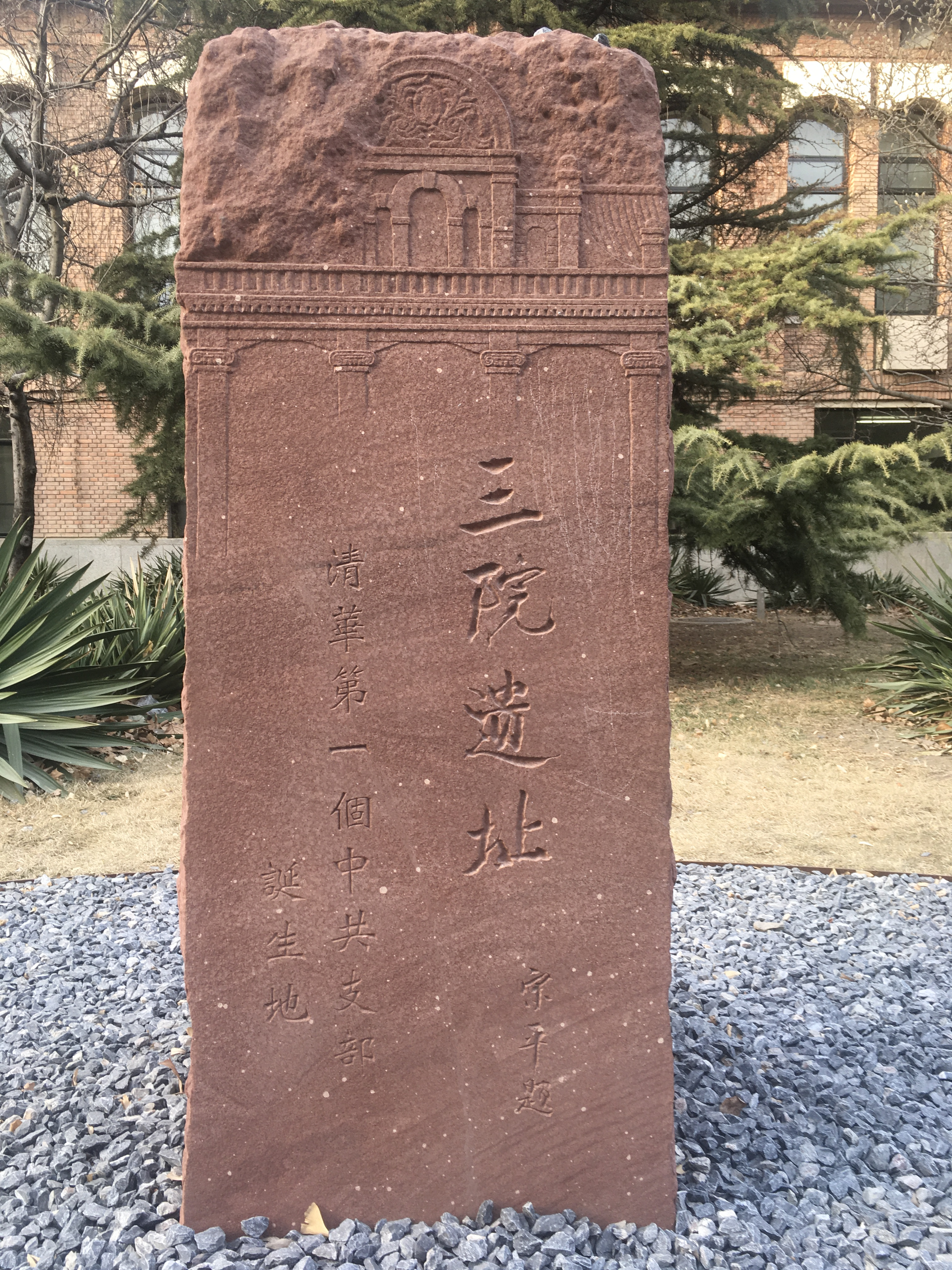
三院遺址紀念物

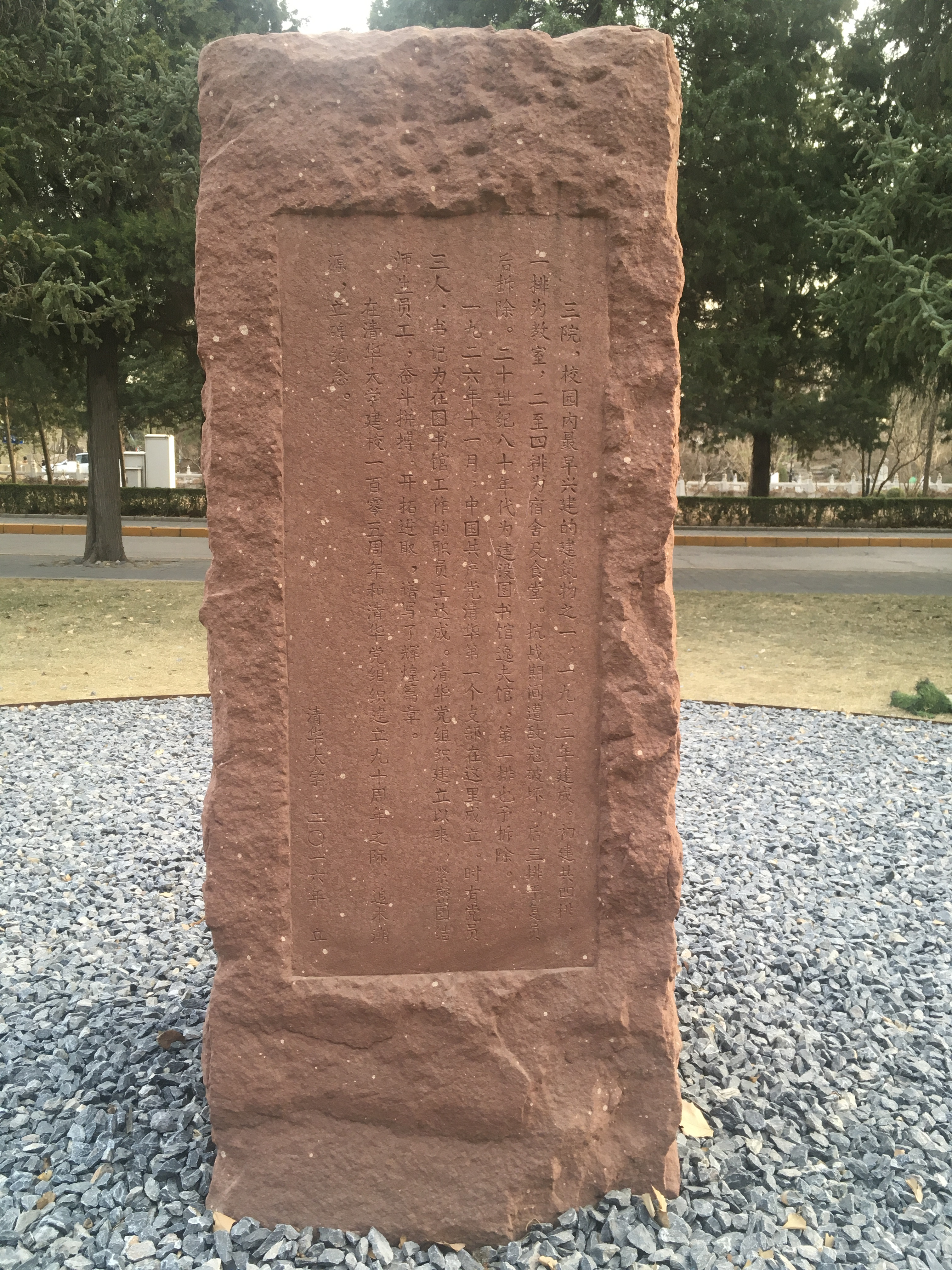
三院遗址纪念物背面

中国共产党成立95周年時，清华大学校史馆田芊教授提議設立三院遺址紀念物，以紀念清华党组织早期历史。2016年9月，校史馆向清華校黨委正式报送了《关于设立清华党组织成立纪念物的请示》，9月28日，清華校党委常委会同意此建議。12月30日上午，紀念物正式落成。
紀念物主要由建築學家关肇邺院士指导，并组织建筑学院组成设计小组。
纪念物设立在清華图书馆逸夫馆东南门和西南门之间的草坪内，此處為原三院正门所在位置。紀念物材料為红砂岩石，造型为中国经幢形式融合西方的方尖碑形式的塔形纪念物，下宽约56公分，上宽53公分左右，高1.4公尺。
纪念物顶部，是三院建築的薄浮雕。纪念物正面，镌刻着清華大學校友、原中共中央政治局常委宋平题写的“三院遗址”以及魏碑体的“清华第一个中共支部诞生地”。纪念物背面則镌刻铭文，描述三院的歷史。